# グランツーリスモ6
『グランツーリスモ6』（GRAN TURISMO 6、GT6）は、ソニー・コンピュータエンタテインメントから2013年12月5日に発売されたレースゲーム。グランツーリスモシリーズのひとつ。なお、ここではGT6の実質的な先行体験版となる「GTアカデミー2013」に関しても記述する。

## 概要
2013年5月16日、イギリスのシルバーストン・サーキットで開催された『グランツーリスモ』15周年記念イベントにおいて、2013年冬の発売を目標にPlayStation 3版が開発中であることを発表した。
同年9月9日、グランツーリスモ6を2013年12月5日に発売することが発表された。
通常版の他に、15周年アニバーサリーカー15種などがダウンロードできるプロダクトコードとブックレット「Beyond the Apex」が付属した「グランツーリスモ6 初回限定版 -15周年アニバーサリーボックス-」、PS3本体と本作がセットになった「PlayStation®3 スターターパック グランツーリスモ6同梱版」も同日発売された。また、PS3作品としては珍しい1080p対応作品の一つである。
本作のプロデューサーである山内一典は発売前のインタビュー記事の中で「プレイヤーの皆さんがPS3版を遊び尽くしたあたり」でPlayStation 4版「グランツーリスモ6」を出すのが理想的と公言していたが、2015年現在は続編の『グランツーリスモSPORT』を開発していることが度々言及されており、本作のPS4版は実質『SPORT』に吸収される形となっている。なお、このマルチプラットフォームでの発売は事実上の続編(ナンバリングタイトルであるため)である「グランツーリスモ7」で実現している。
2017年12月28日、2018年3月28日をもってオンラインサービスを終了することがオフィシャルサイトにて告知された。それに先立ち同年1月31日をもってDLCであるゲームクレジットの販売が終了している。そして3月28日の協定世界時12時(日本時間21時)にオンラインサービスが終了した。これに伴い、コミュニティ・オープンロビー・クイックマッチ・シーズナルイベント等の各オンラインモードが利用不能となったほか、『GT6トラックパスエディター』のアプリ配信も終了、同エディターで作成したコースのデータ転送及びユーザー作成コース（ローカルに保存したものを含む）のロードもできなくなった他、公式サイト内のコミュニティページも完全に削除されている。なお、オフラインの各モードについてはサービスが終了した3月28日以降も引き続き利用可能である。

### GTアカデミー2013
2013年7月3日に配信されたタイトルで、製品版に先行してGT6のエンジンが採用されているため事実上体験版といっても差し支えない。
「2013年度GTアカデミー」のオンライン予選でもあるが、日本は選考の対象外となっている。あくまで期間限定のイベントであるため2010年に開催された『GT5 タイムトライアルチャレンジ』や2012年の『GTアカデミー 2012』と同じく起動制限があり、7月29日に全イベントが終了、8月31日をもって起動自体ができなくなった。
GT6が発売された2014年以降の予選は内部イベントとして行われ単体でのソフト配信はされなくなった。余談であるが2015年の予選で初めて日本が選考対象に加わっている。

## 新たな試み
グランツーリスモ5においてもシリーズでは初めての試みが行われていたが、今作でも様々な新要素が追加されている。一部要素はオンラインサービスが終了後利用できなくなったものもある。

### 適応型テッセレーションの実装
Cell Broadband Engineの高速度な処理性能を使用し、適応型テッセレーションを実装した。これにより、カメラが車へ近づくに伴い、車のモデルに使われるポリゴンが細かく分割されるため、接写しても違和感のないモデルが表現されるようになった。

### グッドウッド・ヒルクライムコースの世界初収録
コンシュマーゲームとしては初めて、グッドウッド・ヒルクライムコースを収録した。

### パーツメーカーとの協業
シリーズで初めて、挙動モデルのうちタイヤ部分のモデルを横浜ゴムと、またサスペンションのモデルをドイツのKWオートモーティブと共同で開発。

### 月面の重力シミュレーションの実装
月面と重力を再現したコースまで収録されており、アポロ15号の月面車（LRV）が実際に走行したコースを体験できるイベントが収録された。

### Vision Gran Turismo
これまでもグランツーリスモはシトロエンと共同でコンセプトモデル「GT by シトロエン」やレッドブル・レーシングと共同でフルオリジナルレーシングマシン「X2010」を製作してきたが、今作ではメルセデス・ベンツなどのカーマニュファクチャラーはもちろんのこと、シリーズ通して初登場となるベルトーネなどのカロッツエリア4社、さらにはグランツーリスモ4から再登場となるナイキ、異業種としては2社目となるジョーダン・ブランドが本作のためだけに特別に書き上げられたコンセプトカーが登場する予定であった。最終的に16ブランド・22台が出揃ったが、残りのブランドに関しては次作『グランツーリスモSPORT』以降に引き継がれる事となったため、今作には収録されない。

### アイルトン・セナ財団とのパートナーシップ
本作では、アイルトン・セナ財団と長期的なスポンサーシップを締結。2014年5月30日のアップデートで「アイルトン・セナ・トリビュート」というタイトルで41回優勝し、3回総合優勝という記録を持つF1ドライバー アイルトン・セナの人生を映像で振り返りつつ彼が運転した車でドライブすることができた（ただし車が収録されているのはロータス時代まででマクラーレン時代以降はスライドショーのみ）。

### FIAとのパートナーシップ
本作では、レースゲームとしては初めてFIAと長期的なパートナーシップを締結、2015年中にはオンラインチャンピオンシップを行う予定であったが、これも次作『SPORT』に引き継がれる形となった。

### トラックパスエディター
Ver1.21のアップデートから登場した機能で、オンラインサービスが終了した2018年3月28日をもって利用が不可能になった。前作で登場したコースメーカーの進化版で、生成アルゴリズムも前作から進化し、シナリーの広さも初版で数10km四方と非常に広大になった。前作ではゲームシステムの一部としてソフト内蔵され、条件などを設定してゲーム側での自動生成となっていたコースメーカーとは異なり、今作ではAndroid 4.1以降、或いはiOS 7.0以降のタブレット端末で専用アプリ「GT6トラックパスエディター」を使ってコースをプレイヤー自らが作成できるようになった。

## 収録車種
前作のグランツーリスモ5に収録されている殆どの車種の他、新車種も追加されている。発売以後のアップデートで、いくらかの車種が追加された。
詳細は「『グランツーリスモ6』公式収録車種一覧」を参照。
| - ACカーズ（イギリス） - AEM（アメリカ合衆国） - ASL（日本） - BMW（ドイツ） - BLITZ（日本） - DMC（アメリカ合衆国） - HKS（日本） - HPAモータースポーツ（カナダ） - KTM（オーストリア） - MG（イギリス） - MINE's（日本） - RE雨宮（日本） - RUF（ドイツ） - SRT（アメリカ合衆国） - TRD（日本） - TVR（イギリス） - アイルトン・セナ（PDI（オリジナル）） - アウディ（ドイツ） - アウトビアンキ（イタリア） - アキュラ（アメリカ合衆国） - アバルト（イタリア） - アストンマーティン（イギリス） - アミューズ（日本） - アルピーヌ（フランス） - アルファロメオ（イタリア） - いすゞ自動車（日本） - インフィニティ（アメリカ合衆国） - イーグル（アメリカ合衆国） - ヴォグゾール（イギリス） - オウリムモータース（大韓民国） - オペル（ドイツ） - キャデラック（アメリカ合衆国） - キャラウェイ（アメリカ合衆国） - ギレ（ベルギー） - クライスラー（アメリカ合衆国） - グランツーリスモ（レッドブル・レーシング含む）（PDI（オリジナル）） - グランドツーリングガレージ（アメリカ合衆国） - ケータハム（イギリス） - サイオン（アメリカ合衆国） - サリーン（アメリカ合衆国） - ジェイ・レノ（アメリカ合衆国） - シェルビー（アメリカ合衆国） - シトロエン（フランス） - シボレー（アメリカ合衆国） - ジャガー（イギリス） - シャパラル（アメリカ合衆国） - スズキ（日本） - スティーローエンジニアリング（アメリカ合衆国） - スバル（日本） - スパイカー・カーズ（オランダ） - スプーン（日本） | - セアト（スペイン） - ダイハツ（日本） - ダッジ（アメリカ合衆国） - チゼータ（イタリア） - テスラモーターズ（アメリカ合衆国） - デルタウィング（アメリカ合衆国） - 童夢（日本） - トミーカイラ（日本） - トムス（日本） - トヨタ自動車（日本） - トライアル（日本） - トライアンフ（イギリス） - 日産自動車（日本） - ニスモ（日本） - ハイエンドパフォーマンス（日本） - パガーニ・アウトモビリ（イタリア） - パノス（アメリカ合衆国） - ビュイック（アメリカ合衆国） - ヒョンデ（大韓民国） - フィアット（イタリア） - フィスカー（アメリカ合衆国） - フェラーリ（イタリア） - フォード（アメリカ合衆国） - フォルクスワーゲン（ドイツ） - ブガッティ（フランス） - プジョー（フランス） - プリマス（アメリカ合衆国） - ペスカローロ（フランス） - ベントレー（イギリス） - ホメル（フランス） - ボルボ（スウェーデン） - 本田技研工業（日本） - ポンティアック（アメリカ合衆国） - ホールデン（オーストラリア） - ポージーモータースポーツ （アメリカ合衆国） - マクラーレン（イギリス） - マセラティ（イタリア） - マツダ（日本） - マリオ・アンドレッティ（アメリカ合衆国） - マーキュリー（アメリカ合衆国） - マーコス（イギリス） - 三菱自動車工業（日本） - ミニ (BMC)（イギリス（※ゲーム上ではドイツ）） - ミニ (BMW)（ドイツ） - 無限（日本） - メルセデス・ベンツ（ドイツ） - モンスタースポーツ（日本） - ライトカーカンパニー （イギリス） - ランチア（イタリア） - ランドローバー（イギリス） - ランボルギーニ（イタリア） - リスター（イギリス） - ルノー（フランス） - レクサス（日本） - ロータス（イギリス） |

## 収録コース
前作「グランツーリスモ5」に収録されているトップギア・テストトラックを除いた全てのコースが収録される他、前述の「グッドウッド・ヒルクライムコース」を含めた9つのロケーションが追加されている。一部のコースは天候変化や時間変化に対応している。発売以後のアップデートで、いくらかのコースが追加された。

## 備考
- 前作同様、毎年12月24日になるとトップメニュー画面できよしこの夜、We Wish You a Merry Christmasのアレンジ曲が流れるが、前作のように常時流れない。次回作の「グランツーリスモSPORT」も同じように常時流れない。